# Oddr Snorrason

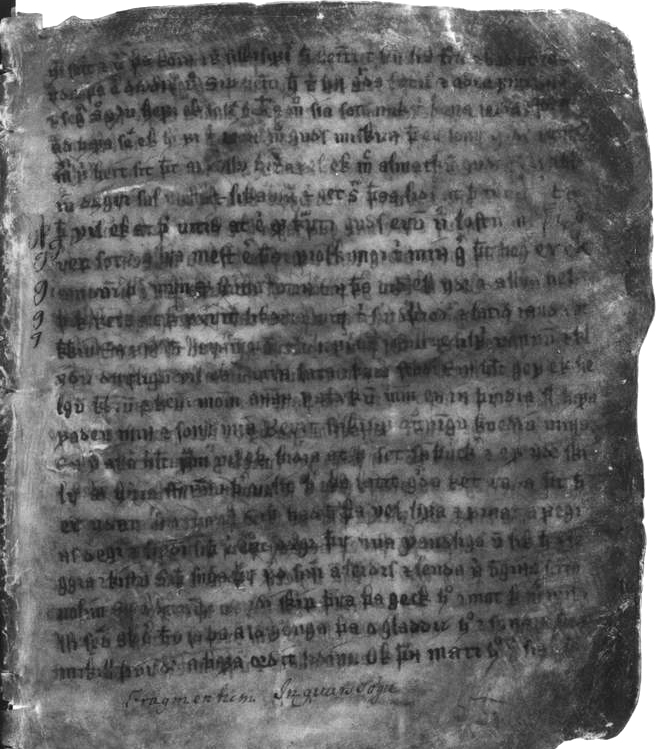
Manoscritto GKS 2845 4° con la Yngvars saga di Oddr Snorrason. Árni Magnússon Institute, Reykjavík

Oddr Snorrason, o Odd Snorrason (XII secolo), è stato un monaco benedettino del XII secolo del monastero di Þingeyrar vicino a Húnavatn, Austur-Húnavatnssýsla. Il monastero, fondato nel 1112-1133, fu il primo in Islanda.

## Biografia
Scrisse una biografia in latino del re di Norvegia del X secolo Óláfr Tryggvason che rientra nella classe delle saghe dei re. L'opera originale è andata quasi completamente perduta, ma una traduzione in norreno è sopravvissuta in due versioni quasi complete e un frammento di una terza; ci si riferisce comunemente all'opera come alla Óláfs saga Tryggvasonar. Oddr fece uso di opere scritte precedenti tra cui quelle di Sæmundr fróði e Ari Þorgilsson, così come gli Acta sanctorum in Selio e forse l'Historia de Antiquitate Regum Norwagiensium. A sua volta Snorri Sturluson utilizzò l'opera di Oddr nella stesura dell'Heimskringla, così come fece l'autore dell'Óláfs saga Tryggvasonar en mesta.
È difficile dire quanto la traduzione norrena dell'Óláfs saga di Oddr sia vicina all'originale latino (scritto attorno al 1190), ma è chiaro che essa fu un'opera agiografica, poiché presentava re Óláfr come l'apostolo dei Norvegesi.
Anche la Yngvars saga víðförla è attribuita ad Oddr nella sua versione originale. Gli studiosi sono stati scettici riguardo a questa attribuzione, ma in tempi recenti essa ha guadagnato più consensi.